# Dysgonia correctana
Dysgonia correctana  là một loài bướm đêm thuộc họ Erebidae. Nó được tìm thấy ở miền bắc Moluccas tới quần đảo Bismarck và có thể cả quần đảo Solomon.